# Shefford, Bedfordshire
Shefford är en stad och civil parish i Central Bedfordshire i Bedfordshire i England. Orten har 5 881 invånare (2011).